# Harbuźnik kolczasty
Harbuźnik kolczasty (Sicyos angulatus L.) – gatunek jednorocznego pnącza z rodziny dyniowatych. Występuje naturalnie we wschodniej Ameryce Północnej – we wschodniej Kanadzie (prowincje Quebec i Ontario) oraz w środkowych i wschodnich Stanach Zjednoczonych (na wschód od stanów Dakota Północna, Kansas, Teksas). Bywa uprawiany jako roślina ozdobna i jako taka został introdukowany i spotykany jest zdziczały w Europie oraz w Azji Wschodniej.  W Polsce jest to roślina dość rzadko uprawiana i dziczejąca, głównie na siedliskach ruderalnych. W obrębie naturalnego zasięgu występuje na brzegach rzek i strumieni, w lasach i zaroślach, w miejscach przekształconych przez człowieka. Owoce pokryte są kolcami, którymi można się boleśnie pokłuć. 

## Morfologia

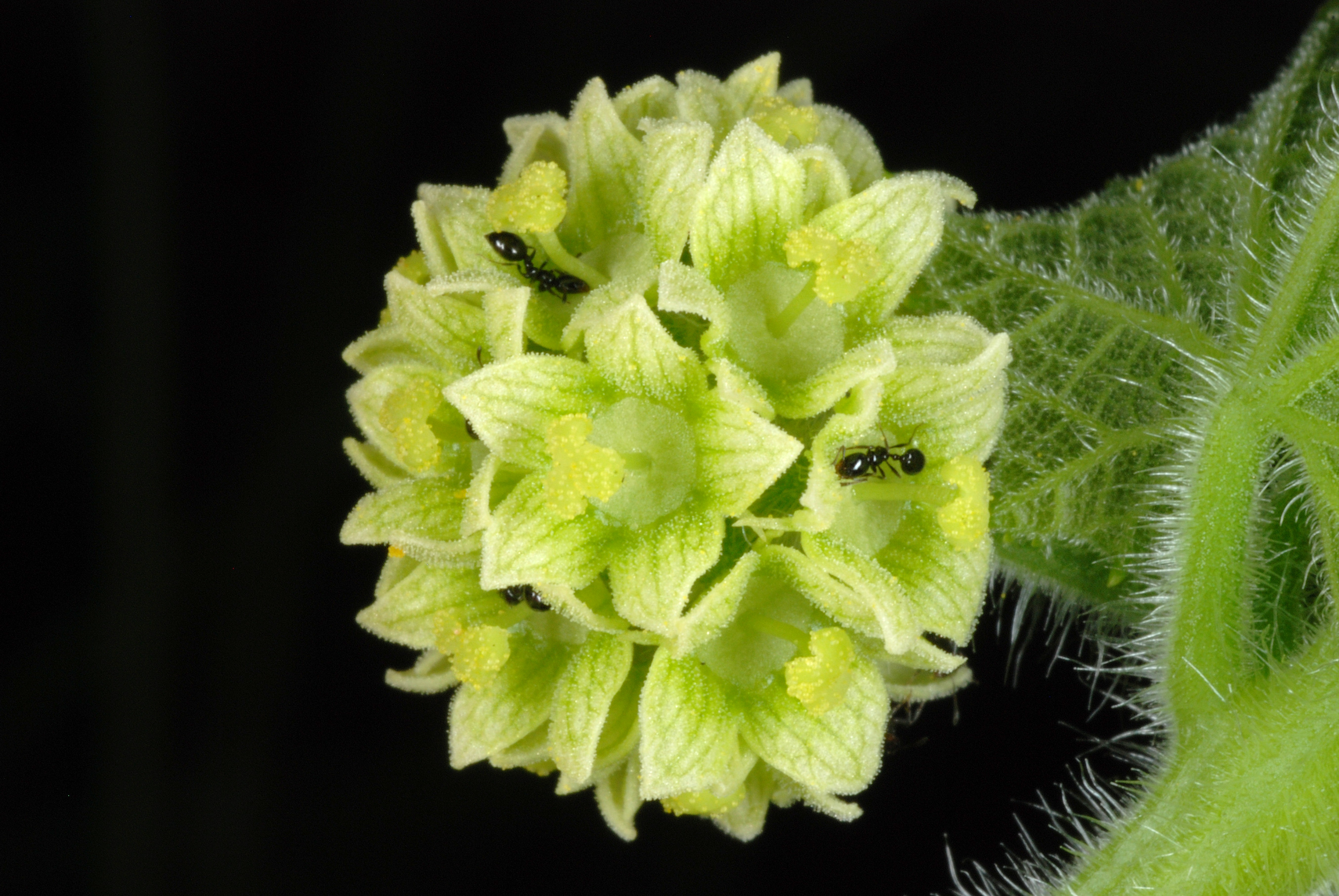
Kwiatostan

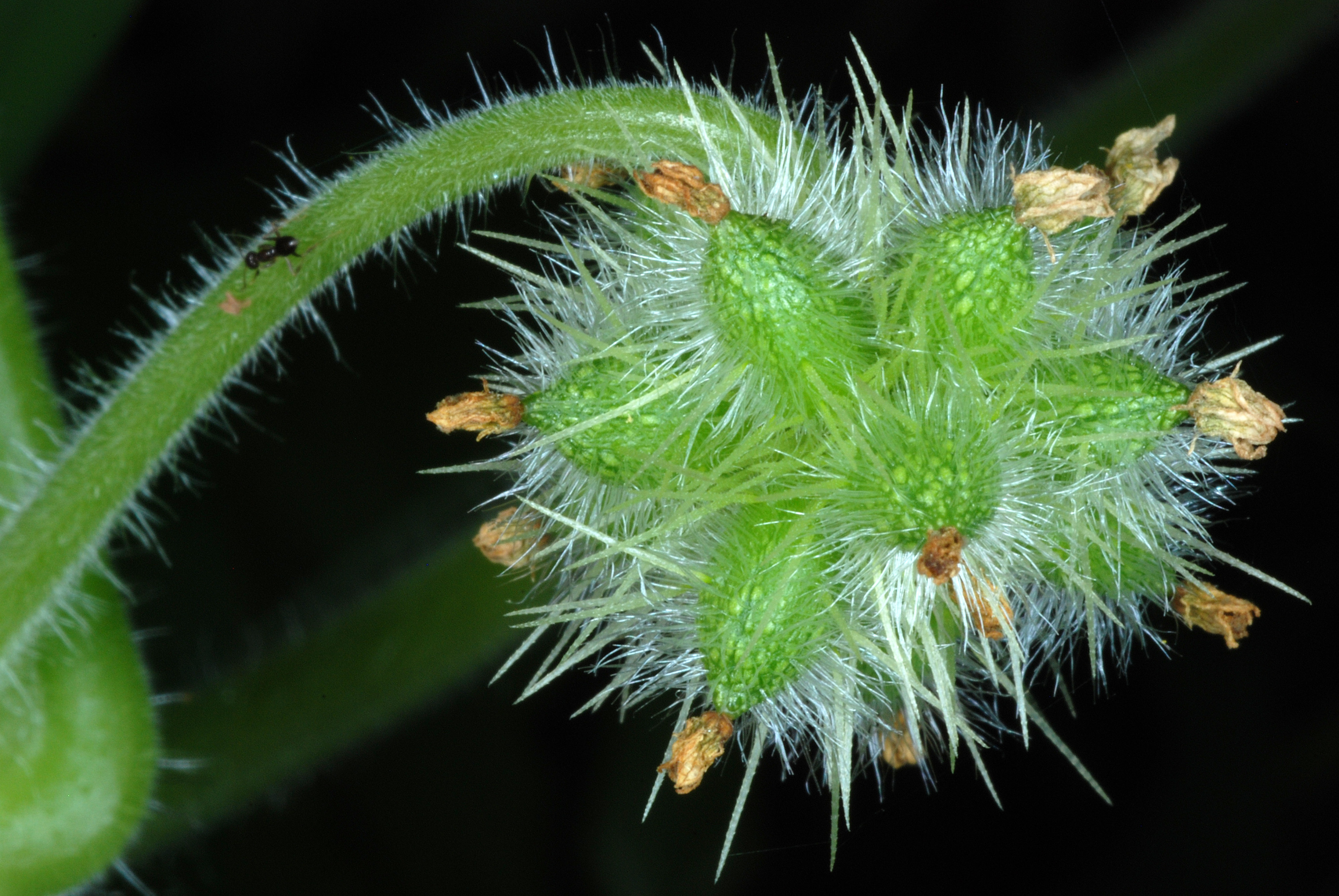
Owoce

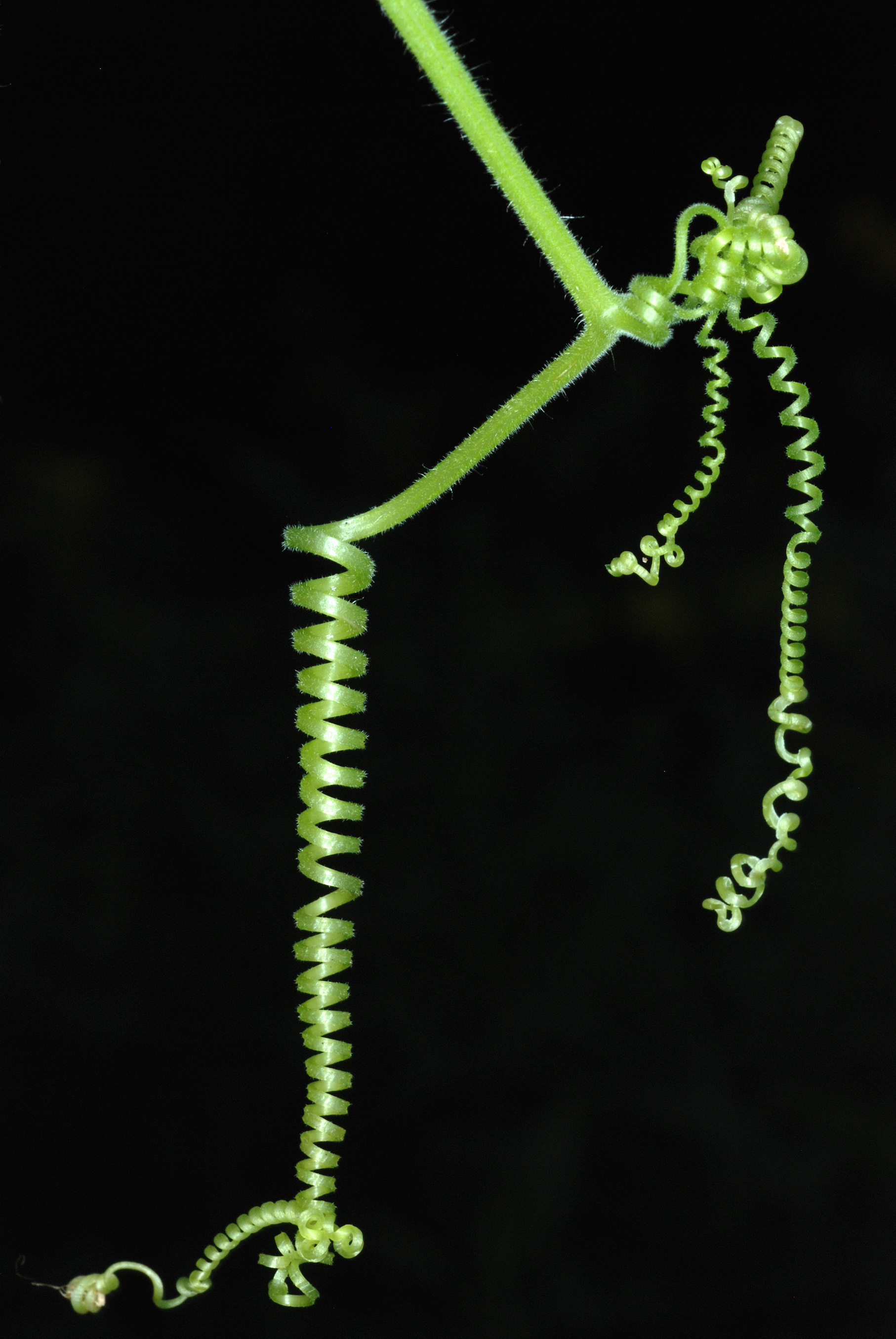
Wąsy czepne

ŁodygaPnąca, osiągająca zwykle od 1 do 4 m długości, rzadko do 8 m. Tak jak i pozostałe organy – pokryta jest gruczołowatymi włoskami.
LiścieO blaszce w zarysie okrągławej lub jajowatej, z 5, rzadziej 3, płytkimi klapami, ostro zakończonymi. Nasada blaszki jest wąsko lub szeroko zatokowo wcięta. Brzeg blaszki jest drobno i odlegle ząbkowany oraz orzęsiony, także powierzchnia liścia od spodu jest szorstko owłosiona. Blaszka osiąga od kilku do 12 cm szerokości i 17 cm długości, osadzona jest na ogonku osiągającym  od 1 do 7 (rzadko do 10) cm długości.
KwiatyRoślina jednopienna, lecz rozdzielnopłciowa. Kwiaty męskie zebrane są po 10–34 w kwiatostany osiągające od 3 do 22 cm długości, których szypuły są gruczołowato owłosione. Ich płatki korony mają barwę białawą lub zielonkawożółtą, z zielonymi żyłkami i długość do 5 mm. Działki kielicha lancetowate, długości 1 mm. Pręcików jest od 3 do 7, a ich pylniki mają kształt litery S. Zarówno nitki jak i pylniki pręcików są ze sobą zrośnięte. Kwiaty żeńskie są mniej liczne w kwiatostanach – jest ich od 8 do 16, a same kwiatostany mają od 2 do 5 cm długości – kwiaty są zbite w główki. Płatki są równowąskie lub równowąskojajowate o długości do 2 mm, zielonkawożółte z zielonymi żyłkami. Działki kielicha są drobne, lancetowate. Słupek z zalążnią długości 1–3 mm, z pojedynczą szyjką o 2–3 znamionach.
OwoceJajowate i ostro zakończone torebki o długości 9–15 mm pokryte sztywnymi kolcami, włoskami pajęczynowatymi i gruczołowatymi. Młode torebki są zielone, a dojrzałe – brązowe. Zawierają pojedyncze, jajowate nasiono, ciemnobrązowe, o długości do 10 mm.
Gatunek podobnyMylić się może z kolczurką klapowaną, która ma jednak nagie pędy, większe i pojedyncze owoce.

## Biologia i ekologia

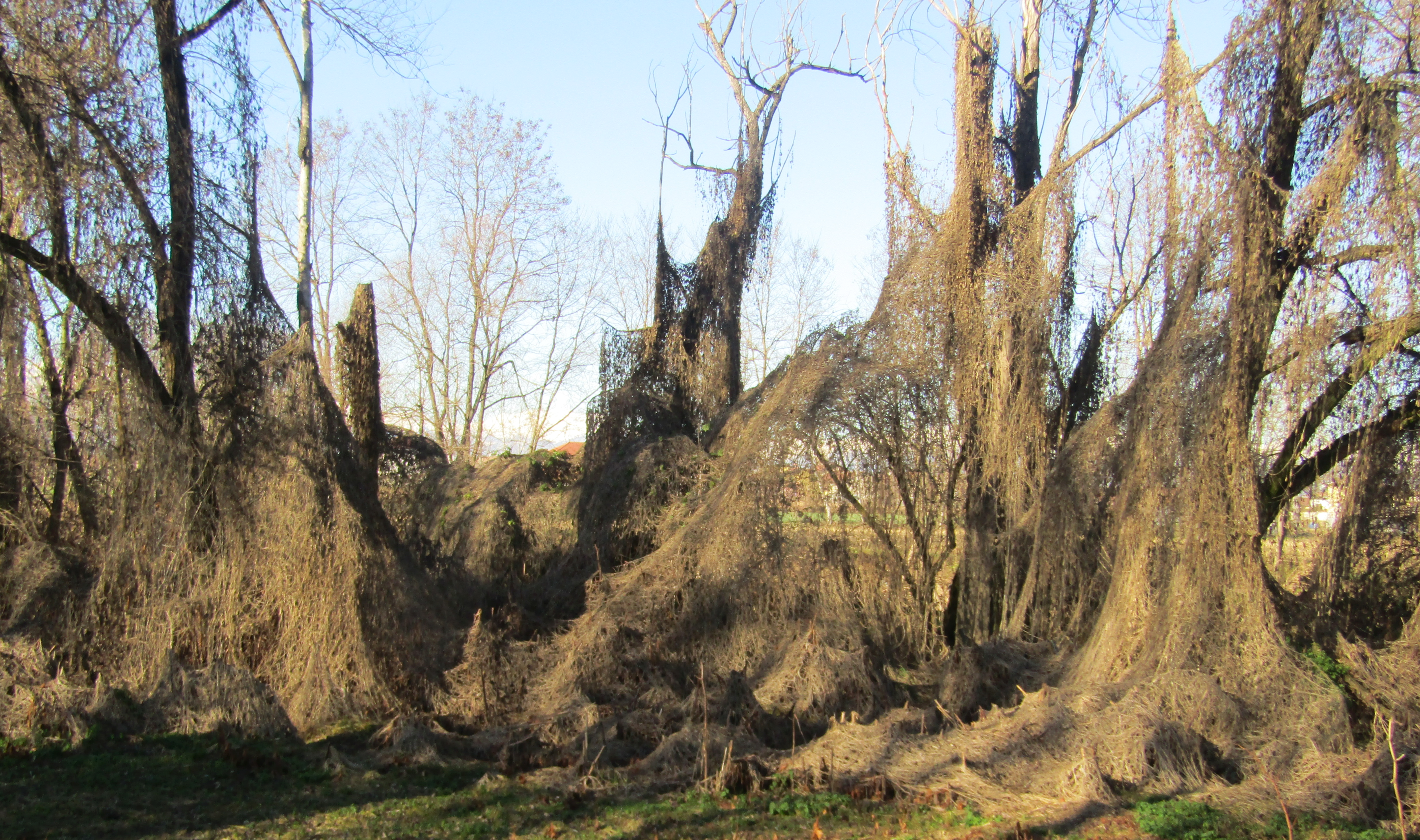
Miejsce masowego występowania harbuźnika zimą we Włoszech

Harbuźnik kolczasty jest rośliną jednoroczną, kwitnącą od czerwca do października, w warunkach Europy Środkowej – od lipca do sierpnia.
Liczba chromosomów 2n = 24.
W Ameryce Północnej występuje na terenach nizinnych (do 300 m n.p.m.) na brzegach cieków, na terenach aluwialnych, w zaburzonych lasach i zaroślach, na porębach, na miejscach porzuconych, na odłogowanych polach i wzdłuż linii kolejowych. Często rośnie obficie pokrywając duże powierzchnie wspólnie z kolczurką klapowaną. Na obszarach, gdzie dziczeje z upraw rejestrowany jest na siedliskach kształtowanych przez człowieka – na przypłociach i murach.